# Orde van Jamaica

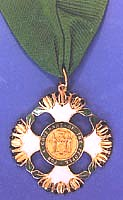
Orde van Jamaica

De Orde van Jamaica werd in 1969 ingesteld door de regering van Jamaica. De orde heeft geen Grootmeester of Soeverein maar de Gouverneur-generaal, ambtshalve kanselier van de orde, verleent haar op voordracht van de premier. De oude Britse ridderorden werden sinds 1969 niet meer op Jamaica verleend en deze onderscheiding is het equivalent van een onderscheiding waarbij men geridderd wordt en zich dus "Sir" of "Dame" mocht noemen.

De orde kan aan de meest vooraanstaande Jamaicanen, maar ook als een honoraire onderscheiding aan vreemdelingen, worden verleend.Zij mogen zich "Hon." of Honourable" noemen en de letters "OJ" of "OJ (Hon)" achter hun naam plaatsen.
De versierselen van de orde
Het kleinood van de orde is een op een gouden ster gelegd wit kruis met gekartelde armen. Rond het medaillon met het wapen van Jamaica is het motto "For a covenant of the people" op een blauwe ring geschreven.

Men draagt de onderscheiding aan een effen groen lint om de hals.Zoals op Jamaica wel vaker het geval wijkt de baton hiervan af.